# Un mundo
Un mundo es un cuadro de la artista Ángeles Santos Torroella (Portbou, 1911-Madrid, 2013), terminado en 1929, en la ciudad de Valladolid. Constituye probablemente la obra más notable de la pintora que destaca por su innovación y por representar el vanguardismo en el arte español en el primer tercio del siglo XX. Forma parte de la colección permanente del Museo Nacional Centro de Arte Reina Sofía. 

## Historia
La obra fue uno de los primeros cuadros pintados por una jovencísima Ángeles Santos, que entonces tenía apenas dieciocho años. Había empezado a recibir clases de pintura cuando su familia llegó a Valladolid y tras algunas buenas críticas se dedicó más conciencudamente a la pintura. Su autora narraba el origen del cuadro de la siguiente forma: 

Quería plasmar todo lo que había visto en mi vida: casas, un cine, un campo de fútbol, la playa, cosas, recuerdos.... Así que le dije a mi padre que quería hacer una pieza grande. Y él encargó muchas pinturas a Macarrón, que era una casa muy importante entonces, y una pieza completa de lienzo del bueno..... Mi padre encargó una tela enorme (320×340 centímetros) para que el mundo cupiera.

Sobre la gestación posterior del cuadro, decía: 

Para pintar Un mundo hice varios croquis previos, unos dibujos preliminares. A veces me despertaba en medio de la noche con una idea, me levantaba y dibujaba

El cuadro causó una gran sensación desde que fue expuesto, primero en Valladolid y después en Madrid, por su carácter novedoso e innovador y por el hecho de haber sido realizada por una pintora muy novel, sin conexión con las tendencias artísticas de la época en Europa. 
El mundo captó el interés de grandes intelectuales de la época como Jorge Guillén, Federico García Lorca, Ramón Gómez de la Serna o Juan Ramón Jiménez, algunos de los cuales se asomaron a Valladolid, a la casa de la pintora para conocer más de cerca a las artista y su obra. Gómez de la Serna le dedicó estas palabras: “En el Salón de Otoño, que es como submarino del Retiro, náufrago de hojas y barro, ha surgido una revelación: la de una niña de diez y siete años. Ángeles Santos, que aparece como Santa Teresa de la pintura, oyendo palomas y estrellas que le dictan el tacto que han de tener sus pinceles”.

## Descripción de la obra
El cuadro, de grandes dimensiones, representa un mundo, no redondo, sino en forma cúbica, anguloso y esquinado que permite ver todas su caras, en el que como en El diablo cojuelo de Vélez de Guevara se va enseñando el interior de las casas y permite contemplar la intimidad de sus habitantes con sus vicios y cualidades.
Este primer mundo se encuentra rodeado por unas figuras que a modo de encendedoras de estrellas toman la luz del Sol y descienden por unas escalinatas para ir dándosela a las astros. La inspiración más directa de esta parte fue la poesía de Juan Ramón Jiménez y en concreto unos versos de la Segunda antología poética del autor andaluz que la propia pintora recordaba: 

Alba

...Vagos ánjeles malvas

apagaban las verdes estrellas.

Una cinta tranquila

de suaves violetas

abrazaba amorosa

a la pálida tierra... 

                           Juan Ramón Jiménez

En la parte inferior derecha del lienzo, aparece lo que sería realmente otro mundo más mágico y misterioso, en el que unas extraterrestres, con un cuerpo con un armazón de alambre, sin pelo y sin orejas acunan a sus hijas al son de la música.
La obra aúna elementos de las vanguardias del arte del primer tercio del siglo XX, el cubismo, plasmado en la concepción cúbica de esa tierra más real y el surrealismo plasmado en la creación de las figuras de las mujeres misteriosas y mágicas.

### Influencias
Ángeles Santos tenía contacto con las revistas y publicaciones de vanguardia de la época, aunque la influencia más directa fue el libro Realismo mágico, post expresionismo, Franz Roh. Problemas de la pintura europea más reciente, del teórico del arte, Franz Roh, publicado en España por Revista de Occidente en 1927, y que permitió a la pintora acceder a la obra de Joan Miró y los miembros de la denominada nueva objetividad alemana con los que el cuadro tiene mucho en común.

## Exposiciones públicas
| Periodo         | Espacio                        | Ciudad     | Exposición                                                                    |
| --------------- | ------------------------------ | ---------- | ----------------------------------------------------------------------------- |
| 1928            | Círculo Mercantil              | Valladolid | Exposición colectiva                                                          |
| 1929            | Ateneo                         | Valladolid | Primera exposición individual                                                 |
| 1930            | Círculo de Bellas Artes        | Madrid     | X Salón de Otoño de Madrid                                                    |
| 1931            | Galería Charles-August Girard  | París      | Exposición individual                                                         |
| 1975-1992       | Museo del Empordà              | Figueras   | Depósito de la artista                                                        |
| 1992            | La Pedrera                     | Barcelona  | Avantguardes a Catalunya 1906-1939                                            |
| 1992-actualidad | Museo Reina Sofia              | Madrid     | Picasso, Miró, Dalí y los orígenes del arte contemporáneo en España 1900-1936 |
| 1997            | Museo de Arte Moderno de París | París      | Les années 30 en Europe                                                       |

## Restauración
El cuadro fue acompañando a la pintora en sus muchos cambios de domicilio por España y Francia y en muchos casos permaneció semienrollado debido a sus grandes dimensiones que provocaron un cierto deterioro. La obra fue sometida a una intervención entre 1986 y 1987, por Soledad Urabayen con la colaboración de la propia pintora, momento en que Ángeles Santos repintó algunas partes deterioradas. En el Museo Reina Sofía, fue retirado en 2018 para su restauración que concluyó en 2019.